# Eucamptopus coronatus
Genre
Espèce
Eucamptopus coronatus, unique représentant du genre Eucamptopus, est une espèce d'araignées aranéomorphes de la famille des Pisauridae.

## Distribution
Cette espèce est endémique du Tamil Nadu en Inde,. Elle se rencontre vers Tirunelveli.

## Description
Le mâle holotype mesure 17 mm.

## Publication originale
- Pocock, 1900 : The fauna of British India, including Ceylon and Burma. Arachnida. London, p. 1-279 (texte intégral).